# Francesco Lojacono

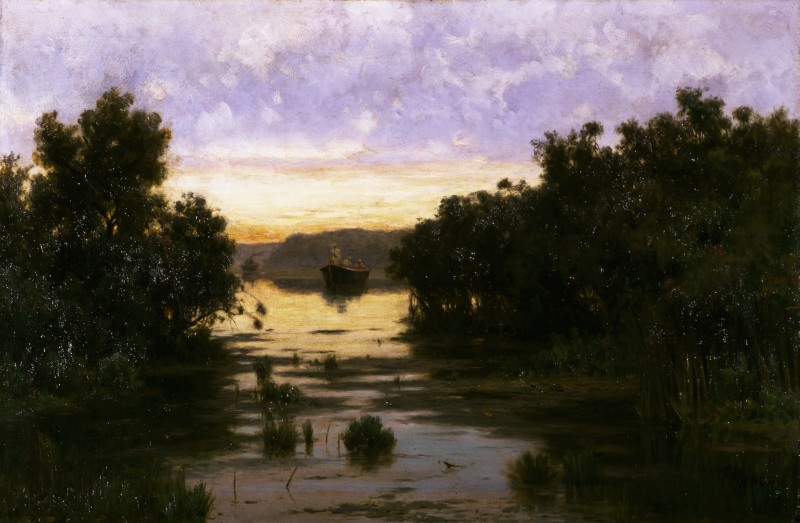
Le paludi, 1895-1900 (Fondazione Cariplo)

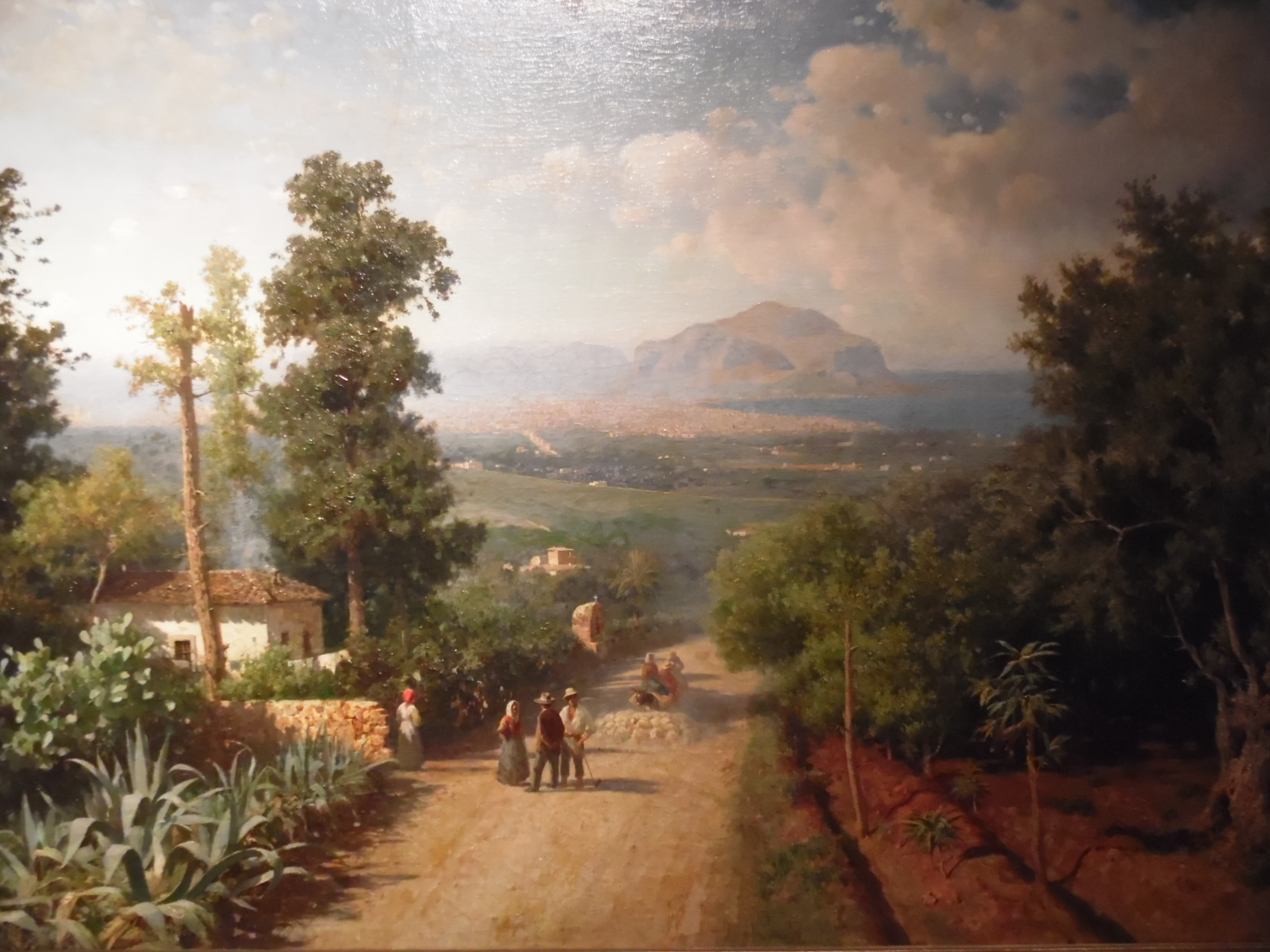
Francesco Lojacono: Veduta di Palermo (1875)

Francesco Lojacono (Palermo, 26 maggio 1838 – Palermo, 26 febbraio 1915) è stato un pittore italiano, considerato il più importante paesaggista dell'Ottocento siciliano. Fu tra i primi pittori ad utilizzare la fotografia come riferimento per realizzare le sue opere.

## Biografia
Lojacono fu iniziato alla pittura dal padre Luigi, pittore a sua volta. Fu poi allievo di Salvatore Lo Forte.
Nel 1856, a 18 anni, si trasferì a Napoli, dove affinò le sue doti frequentando diversi pittori viaggiatori e soprattutto entrando nella scuola dei fratelli Giuseppe e Filippo Palizzi.
Dalla città partenopea si spostò spesso: prima verso Firenze, dove entrò in contatto con la scuola dei Macchiaioli.
Nel 1860, a 22 anni, dopo lo sbarco dei Mille a Marsala, prese parte con il padre Luigi e il fratello Salvatore, alla Spedizione dei Mille.
A luglio fu ferito nella Battaglia di Milazzo ma continuò a combattere. Il 1º ottobre, agli ordini di Nino Bixio e insieme ad altri artisti, tra cui vi era Vincenzo Ragusa, partecipò alla Battaglia del Volturno. Il 29 agosto 1862, insieme a Giuseppe e Menotti Garibaldi, fu fatto prigioniero in Aspromonte.
Nel 1862 tornò in Sicilia, durante i sei movimentati anni precedenti aveva frequentato diverse personalità note, ottenendo una discreta fama.
Nel 1864 espose a Firenze Mare all'Acquasanta, acquistato da Luigi Federico Menabrea, futuro Presidente del Consiglio del Regno d'Italia.
Nel 1870 espose il dipinto La valle dell'Oreto a Vienna e a Parigi, due anni dopo fu nominato Professore di Paesaggio all'Accademia di Belle Arti di Napoli e nel 1874 le sue opere furono esposte a Bordeaux.
Negli anni ottanta del secolo conosce a Palermo il giovane pittore Gennaro Pardo, di cui diventa amico e mentore, e che diventerà un suo erede artistico.
Guadagnatosi il soprannome di Ladro del sole, o Pittore del sole per la sua capacità di infondere luminosità alle proprie tele, nel 1878 espose le sue opere all'Esposizione internazionale di Parigi, consolidando la sua fama internazionale.
Nel 1891-1892 presentò L'estate all'Esposizione Nazionale di Palermo, e nel 1895 partecipò alla prima Biennale di Venezia a cui sarà invitato anche successivamente. 
Dal 1896 fu professore di "pittura di paesaggio e di marine" all'Accademia di belle arti di Palermo.
Fu suo allievo il paesaggista palermitano Ettore De Maria Bergler.
Tra i suoi committenti vi furono diversi aristocratici: nel 1883 L'arrivo inatteso fu acquistato a Roma dalla regina Margherita di Savoia per il Palazzo del Quirinale, Dopo la pioggia fu realizzato nel 1886 per la principessa Giulia Lanza di Trabìa, e L'estate fu acquistato dal re Umberto I nel 1891. Tra i tanti commenti della critica, nel 1883 Gabriele D'Annunzio pubblicò i commenti più entusiasti.
Uno dei suoi allievo era Michele Catti, che forma con Lojacono e Leto la triade canonica del paesaggio siciliano dell'Ottocento.
Morì a Palermo nel 1915, all'età di 76 anni, dopo avere stretto una sincera amicizia con Gabriele D'Annunzio, che lasciò traccia di questo rapporto nelle proprie pagine. La sua sepoltura si trova nel cimitero di S. Spirito di Palermo.

## Mostre
- Esposizione internazionale di Parigi, 1879.
- Espone alla Biennale di Venezia. Venezia, 1895.
- Nel 2005 gli è stata dedicata una mostra retrospettiva alla Galleria d'Arte Moderna di Palermo.[5][9][10]

## Opere
Alla ricerca di una resa pittorica più aderente della realtà, fu tra i primi a interessarsi alla fotografia.

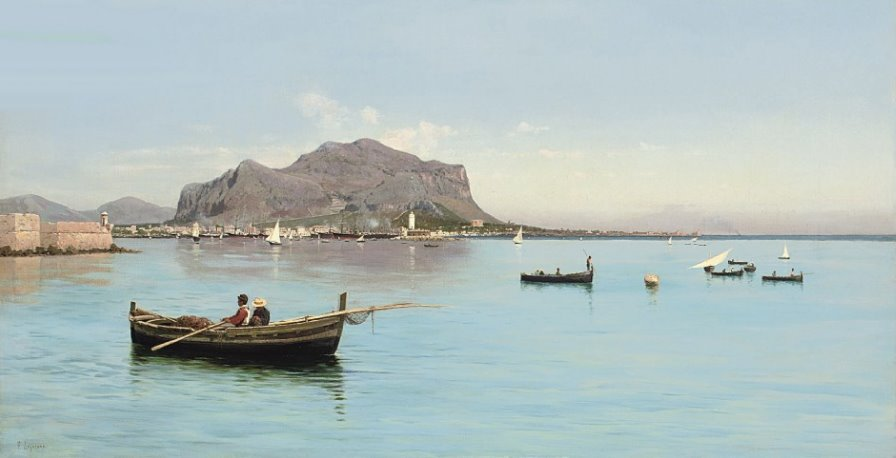
Pescatori davanti a Monte Pellegrino.

Gran parte dei suoi quadri sono custoditi a Villa Malfitano e nella Galleria d'Arte Moderna di Palermo e nel Museo Civico di Agrigento come parte della collezione Sinatra. Alcune sue opere sono esposte alla Galleria Nazionale d'Arte Moderna di Roma, alle Gallerie d'Italia di Milano, al museo nazionale di Capodimonte e al museo di Villa Zito di Palermo della Fondazione Sicilia, nonché a Palazzo dei Normanni.
- Dopo il tramonto, 1876
- Veduta di Palermo, 1875, olio su tela, 78 x 156 cm. Palermo, Galleria d'Arte Moderna.[11]
- Veduta di Monte Catalfano, 1865-1870 circa. Olio su tela, 45 x 109 cm. Palermo, Galleria d'Arte Moderna.
- Vento in montagna, 1872, olio su tela, 106 x 134,5 cm. Palermo, Galleria d'Arte Moderna.
- L'arrivo inatteso, campagna siciliana, 1883, olio su tela. Roma, Palazzo del Quirinale.
- Dopo la pioggia, 1886, olio su tela, già a Palazzo Butera, Palermo, collezione principi Lanza Branciforte di Trabia.
- Spiaggia con pescatori, olio su metallo, Museo Fortunato Calleri di Catania.
- Porto peschereccio di Trapani, 1900-1905 circa, olio su tela, Trapani, sede ASP
- XIX secolo, Pescatore, olio su tela, collezione Natale Balsamo, 1947, opera autografa custodita nel Museo Civico Castello Ursino di Catania.

Tre pitture sono custodite nella Sala Neoclassica di Palazzo Drago Ajroldi di Santacolomba a Palermo.

## Premi e riconoscimenti
- 1863, medaglia d'oro per una sua mostra a Palermo.
- 1871, nomina a socio all'Accademia Nazionale di Scienze Lettere e Arti di Palermo.